# Ganga Vilas
Die Ganga Vilas ist das erste in Indien gebaute Flusskreuzfahrtschiff. Das Schiff bedient die längste Flusskreuzfahrt der Welt.

## Geschichte
2017 beschlossen Hans Kaufmann, damaliger Geschäftsführer der Schweizer Thurgau Travel AG und jetziger Verwaltungsratspräsident, und sein indischer Geschäftspartner Raj Singh von der Exotic Heritage Group in die Passagierschifffahrt in Indien zu investieren. Bis dahin war Thurgau Travel vor allem in Europa und Myanmar tätig. Die dort betriebenen Schiffe ließen sich jedoch nicht nach Indien überführen. Deshalb entschloss man sich einen Neubau, der den indischen Gegebenheiten entspricht, vorzunehmen. In der Folge erbaute die Exotic Heritage Group die Ganga Vilas. Thurgau Travel ist an der Exotic Heritage Group beteiligt.
Ursprünglich war die Fertigstellung des Kreuzfahrtschiffes für 2020 geplant, wurde aber durch die COVID-19-Pandemie verzögert. Der indische Premierminister Narendra Modi, der das Schiff als eines der Kernstücke des Infrastrukturprogramms seiner Regierung bezeichnet hat, weihte es am 13. Januar 2023 mit einem digitalen Auftritt ein.  Persönlich anwesend waren auch der Ministerpräsident von Uttar Pradesh, Shri Yogi Adityanath, der Ministerpräsident von Assam, Shri Himanta Biswa Sarma, und der Unionsminister für Hafen- und Wasserstraßen, Shri Sarbananda Sonowal.

## Reiseroute
Die Ganga Vilas bedient eine Strecke von insgesamt 3200 km, die von Varanasi in Uttar Pradesh nach Dibrugarh in Assam führt. Von Varanasi aus fährt das Schiff auf dem Ganges, dem heiligsten Fluss Indiens, und anderen Wasserstraßen durch fünf Bundesstaaten im Westen Indiens und dann ins benachbarte Bangladesch. Unterwegs werden Nationalparks, UNESCO-Welterbestätten und zahlreiche Großstädte besucht, unter anderem Patna in Bihar, Sahibganj in Jharkhand, Kalkutta in Westbengalen, Dhaka in Bangladesch und Guwahati in Assam. Die Kreuzfahrt ist jeweils für eine Dauer von 51 Tagen angesetzt. Um die Kreuzfahrt durchführen zu können, wird die Ganga Vilas von vier indischen und, wenn in Bangladesch unterwegs, von vier bangladeschischen Schleppern begleitet. Diese helfen aus, sollte das Schiff steckenbleiben.

## Ausstattung
Die Ganga Vilas hat eine Kapazität von 36 Passagieren an Bord und verfügt über drei Decks und 18 Suiten. Zudem sind 48 Personen Teil der Crew. Auf dem Oberdeck befindet sich eine klimatisierte Indoor-Panoramalounge mit Bar. Zudem befindet sich auf dem Deck eine teilweise überdachte Outdoor-Lounge. Zudem gibt es einen Spa-Bereich und eine Fitnessanlage. Die Inneneinrichtung des Schiffes wurde von den Werken des deutschen Malers Josef Albers aus dem 20. Jahrhundert inspiriert. An Bord befindet sich ein Restaurant. Während der Reise nach Dibrugarh werden den Passagieren nur vegetarische indische Küche und alkoholfreie Getränke serviert. Außerdem werden den Gästen nur lokale Gerichte und Gemüse der Saison serviert.

## Technik
Die Ganga Vilas ist ein Motorschiff. Das Schiff ist rund 62 Meter lang und 12 Meter breit. Es hat einen Tiefgang von 1,4 Metern.

## Umweltauswirkungen
Umwelt- und Naturschützer befürchten eine Beeinträchtigung des Lebensraums des Ganges-Delfins (Platanista gangetica) durch die Kreuzfahrt. Das Schiff wird durch das Dorf Kaithi fahren, das 30 km von Varanasi entfernt am Zusammenfluss von Ganges und Gomti liegt, wo das tiefe Wasser und die langsamere Strömung einen sicheren Lebensraum für den bedrohten Delfin bieten.